# Resolutie 2246 Veiligheidsraad Verenigde Naties
Resolutie 2246 van de Veiligheidsraad van de Verenigde Naties werd met unanimiteit van stemmen door de VN-Veiligheidsraad aangenomen op 10 november 2015. De resolutie verlengde de toestemming die het in 2008 aan landen en regionale organisaties had gegeven om de piraterij voor de Somalische kust te bestrijden opnieuw met een jaar.

## Achtergrond
In 1960 werden de voormalige kolonies Brits-Somaliland en Italiaans-Somaliland onafhankelijk en samengevoegd tot Somalië. In 1969 greep het leger de macht en werd Somalië een socialistisch-islamitisch land. In de jaren 1980 leidde het verzet tegen het totalitair geworden regime tot een burgeroorlog en in 1991 viel het centrale regime. Sindsdien beheersten verschillende groeperingen elk een deel van het land en viel Somalië uit elkaar. Door de armoede en wetteloosheid in het land ontstond er een probleem van piraterij, overvallen, kapingen, gijzelingen en illegale visserij voor de kust van Somalië. Tegen 2008 werd dit probleem dusdanig ernstig dat maatregelen werden genomen.

## Inhoud
Dankzij de gezamenlijke inspanningen van landen, organisaties en de scheepvaartsector was het aantal kapingen na 2011 gestaag aan het afnemen. Piraterij en overvallen bleven echter een bedreiging voor de scheepvaart en voor de noodhulpverlening aan Somalië. Het was van belang de piraten en hun opdrachtgevers te vervolgen. Ze gingen vaak vrijuit, wat de strijd tegen piraterij ondermijnde.
Die strijd werd gevoerd door EU NAVFOR, Ocean Shield van de NAVO, de internationale Combined Task Force 151 en de Afrikaanse Unie. Ook werd met Somalië samengewerkt om de justitie van dat land te versterken en een kustpolitie op poten te zetten. Kenia, Mauritius, Tanzania en de Seychellen werden geloofd om hun inspanningen om piraten voor hun nationale rechtbanken te brengen.
Landen en regionale organisaties die ertoe in staat waren werden gevraagd te blijven deelnemen aan de strijd tegen piraterij, samen te werken om piraten te berechten en informatie met elkaar te delen. De toestemming die ze daarvoor middels resolutie 1846 en resolutie 1851 uit 2008 hadden gekregen werd met twaalf maanden verlengd.

## Verwante resoluties
- Resolutie 2125 Veiligheidsraad Verenigde Naties (2013)
- Resolutie 2184 Veiligheidsraad Verenigde Naties (2014)

Lijst ·  2196 ·  2197 ·  2198 ·  2199 ·  2200 ·  2201 ·  2202 ·  2203 ·  2204 ·  2205 ·  2206 ·  2207 ·  2208 ·  2209 ·  2210 ·  2211 ·  2212 ·  2213 ·  2214 ·  2215 ·  2216 ·  2217 ·  2218 ·  2219 ·  2220 ·  2221 ·  2222 ·  2223 ·  2224 ·  2225 ·  2226 ·  2227 ·  2228 ·  2229 ·  2230 ·  2231 ·  2232 ·  2233 ·  2234 ·  2235 ·  2236 ·  2237 ·  2238 ·  2239 ·  2240 ·  2241 ·  2242 ·  2243 ·  2244 ·  2245 ·  2246 ·  2247 ·  2248 ·  2249 ·  2250 ·  2251 ·  2252 ·  2253 ·  2254 ·  2255 ·  2256 ·  2257 ·  2258 ·  2259